# Chubb
Chubb Ltd., tidigare ACE Limited, är ett schweiziskt holdingbolag inom försäkringsbranschen och där sina dotterbolag erbjuder sina privata- och kommersiella kunder bland annat sjuk-, skade-, olycksfall-, egendom- och livförsäkringar.
Koncernen bildades 1985 som ACE Limited och var först registrerad på Caymanöarna med huvudkontor på Bermuda. 2004 hamnade ACE i blickfånget på grund av en utredning ledd av New York:s dåvarande delstatsåklagare Eliot Spitzer som synade försäkringsmarknaden och där det uppkom om en misstänkt kartellbildning mellan ACE, American International Group (AIG), Marsh & McLennan Companies, Inc. och andra stora försäkringsbolag om fastställande av priser, felaktig redovisningar, deltagande i tvivelaktiga försäkringsmetoder och anbudsuppgörelser. I april 2006 fälldes ACE för sin delaktighet i affären och bötfälldes på $80 miljoner. 2008 omlokaliserades huvudkontoret och företagsregistreringen till Schweiz och Zürich. Den 1 juli 2015 fusionerades ACE Limited med konkurrenten The Chubb Corporation till en kostnad på $28,3 miljarder, det nya kombinerade företaget skulle fortsättningsvis heta Chubb.